# Valentina Lutàieva
Valentina Lutàieva   (Zaporíjia, 18 de juny de 1956 - 12 de gener de 2023), de soltera Bèrzina (Бе́рзина) va ser una jugadora d'handbol ucraïnesa que va competir sota bandera soviètica durant les dècades de 1970 i 1980.
El 1980 va prendre part en els Jocs Olímpics de Moscou, on guanyà la medalla d'or en la competició d'handbol.